# Lomographa virginalis
Lomographa virginalis là một loài bướm đêm trong họ Geometridae.